# Rachel Rowe
Rachel Susan Rowe (13 settembre 1992) è una calciatrice gallese, centrocampista offensiva del Southampton e della nazionale gallese.